# Speleoperipatus spelaeus
Speleoperipatus spelaeus är en klomaskart som beskrevs av Peck 1975. Speleoperipatus spelaeus ingår i släktet Speleoperipatus och familjen Peripatidae. IUCN kategoriserar arten globalt som akut hotad. Inga underarter finns listade i Catalogue of Life.